# Molino de Pérez
El Molino de Pérez es un viejo molino de agua creado por Juan María Pérez en 1840. Situado en el Parque Baroffio de la ciudad de Montevideo, fue declarado Patrimonio Histórico en 1975.

## Historia
Entre 1780 y 1790 comenzó su construcción, una edificación incipiente que consistía en una planta baja con piedras a la vista sobre arena y cal. En 1835 fue adquirido por el ex constituyente y comerciante Juan María Pérez. La construcción lleva su nombre, y fue él quien la amplió y le agregó mampostería revocada a la parte superior, construyendo un molino hidráulico que utilizaba la fuerza motriz de un arroyo que con el tiempo sería llamado Del Molino y que desagota al lago del Parque Rivera. Dicho arroyo, si bien no era demasiado caudaloso, era constante y permitía el desarrollo de esta función.
Comenzó a funcionar en 1840 como industria de molienda, ya que Pérez cultivó trigo a lo largo de cuarenta cuadras que eran de su propiedad. La edificación de ladrillo y piedra constaba de una planta baja dedicada a la molienda, graneros y depósitos, y un segundo piso que se destinaba a vivienda de su propietario. Luego de su fallecimiento en 1845, fue gestionado por José Acossano. La vida productiva del molino duró hasta 1895, año en que una tormenta azotó la zona. Hubo grandes inundaciones que provocaron la crecida del arroyo, y la fuerza de sus aguas averiaron el mecanismo de la rueda.
Pese a que el molino de agua ya no funcionaba, el entorno natural del predio atrajo a personalidades de la época quienes usaron el campo como lugar de descanso. Fue tal el interés por la zona que sobre la década de 1950 la Intendencia Municipal de Montevideo emprende un plan de restauraciones del molino y sus instalaciones, 
y se asigna a Horacio Arredondo recomponer la rueda. Dicha restauración se basó en el ejemplar del Abra del Perdomo situado en Maldonado. En la mencionada obra, se puede apreciar un canal aductor y una rueda de cangilones realizada originalmente en madera. Las muelas de piedra, que aplastaban las semillas, siguen siendo originales.
A partir de ese momento, el Molino de Pérez fue sede de diferentes emprendimientos tales como la biblioteca municipal "Julio Herrera y Reissig", el Museo Pedro Figari, la Asociación de Pintores y Escultores del Uruguay (APEU) y el Museo de Alimentación (MUVA).
El edificio es Monumento Histórico Nacional y está custodiado por la Comisión Especial Permanente de Carrasco y Punta Gorda.